# موفق نیشابوری

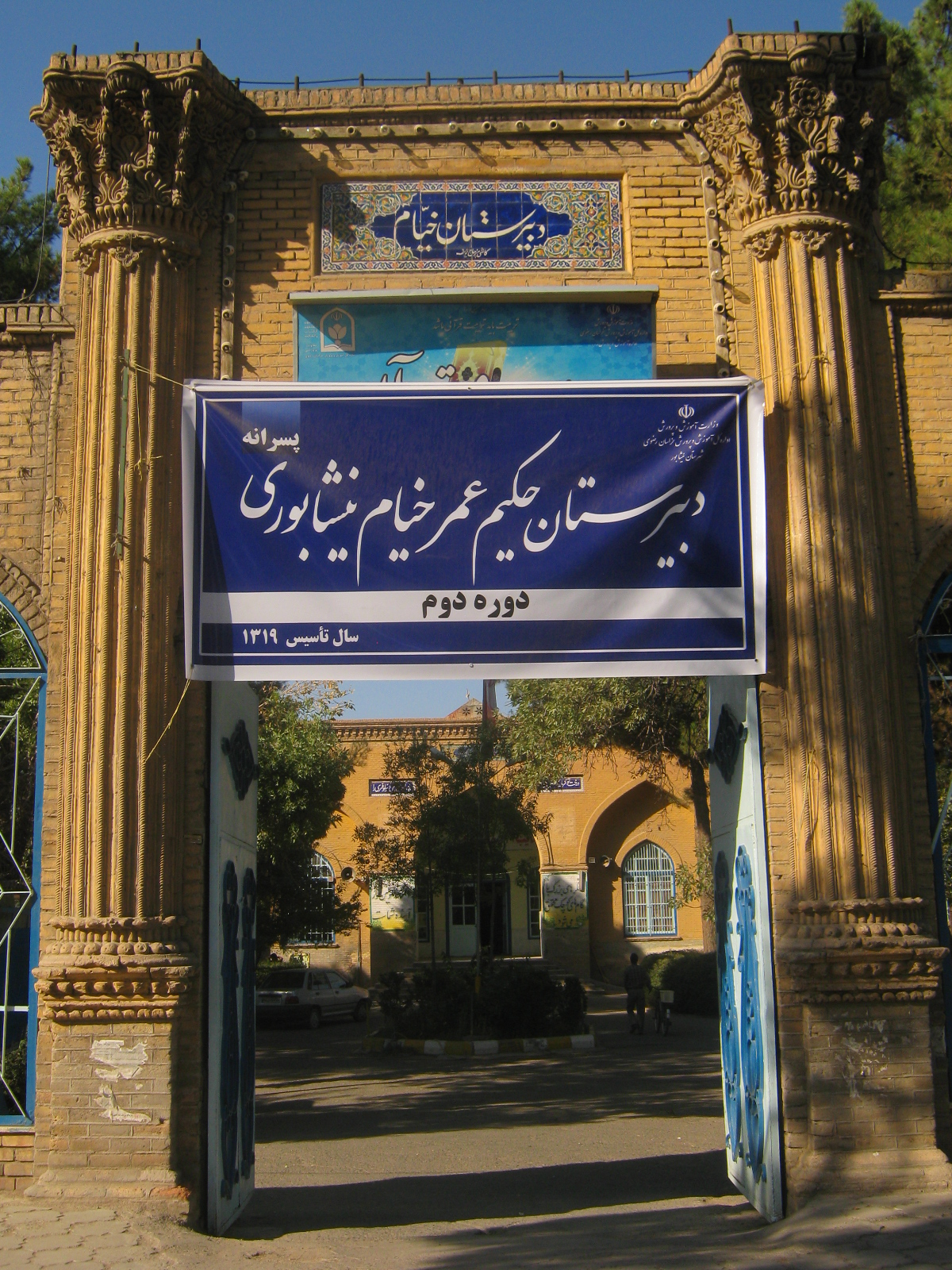
مدرسه ای ساخته شده توسط عمر خیام نیشابوری

امام موفق نیشابوری فاضل، عالم و استاد خواجه نظام الملک، حسن صباح و خیام بود.
خواجه امام موفق هبةالدین محمدبن حسین. وی جزء بزرگانی بود که در نیشابور به هنگام هجوم سلجوقیان مقیم بود و تسلیم شهر را به ابراهیم ینال برادر طغرل تصویب کرد و ظاهراً قبلاً با او مکاتبه هم داشته‌است. وی کسی است که عمیدالملک کندری را به طغرل معرفی کرد و عمیدالملک به خدمت طغرل درآمد و به وزارت او رسید. به گفته ابوالفضل غلامی وی امام صاحب حدیثان بوده‌است.
ناصرخسرو در سفرنامه گوید که:" در سفر به مکه از نیشابور در صحبت خواجه موفق که خواجه سلطان بود به راه کوان به قومس رسیدم ".